# Michela Cescon
Michela Cescon (Treviso, 13 aprile 1971) è un'attrice italiana.

## Biografia
Si è diplomata alla Scuola Teatro Stabile di Torino di Luca Ronconi. Nel 1995 recita nell'opera Qualcosa di vero dev'esserci… di Luigi Pirandello, a cura di Luca Ronconi e Mauro Avogadro. Nel 1996, sempre con Ronconi, è la Regina Maria di Neuborg in Ruy Blas di Victor Hugo. In quest'anno inizia la sua collaborazione con Valter Malosti, interpretando Puck in Sogno di una notte di mezza estate di Shakespeare. Negli anni successivi continua il suo lavoro con Malosti; nel 1997 è impegnata in Ballo in maschera di Lermontov, nel 1998 interpreta Ophelia in Ophelia: Hamlet/Frammenti da Shakespeare e poi Angiolina in Storia di Doro di Donatella Musso. Nel 1999 è Antigone in Polinice e Antigone da Vittorio Alfieri, regia di Valter Malosti. Sempre con quest'ultimo, lo stesso anno, recita in Death and Dancing di Claire Dowie, Drive – Come ho imparato a guidare di Paula Vogel e Hamlet X da Shakespeare.
Nel 2000 lavora con Andrea Zanzotto e Marco Paolini per il progetto "Piave muscolo di gelo…", letture di Andrea Zanzotto, mentre a teatro è impegnata nell'opera Nietzsche: La danza sull'abisso di Sonia Antinori, regia di Valter Malosti. Nel 2001 riceve molti consensi critici e premi per la sua interpretazione in Bedbound di Enda Walsh. Nel 2002 è protagonista in Baccanti da Euripide, Orgia di Pier Paolo Pasolini, Maddalene di Giovanni Testori e l'anno successivo in Inverno di Jon Fosse, tutti con la regia di Valter Malosti. Nel 2004 è Giulietta in Giulietta degli spiriti di Federico Fellini.
Il successo arriva nel 2004 con Primo amore di Matteo Garrone. Per l'interpretazione del ruolo nel film, l'attrice, seguita da un dietologo, ha dovuto perdere 15 kg, passando da 60 kg a 45 kg in poche settimane. L'interpretazione le è valsa la candidatura al David di Donatello per la migliore attrice protagonista. Nel 2005 ha una parte in Cuore sacro di Ferzan Özpetek e torna protagonista in Quando sei nato non puoi più nasconderti di Marco Tullio Giordana, presentato in concorso al Festival di Cannes e poi in Musikanten di Franco Battiato. Nello stesso anno recita a teatro in Il lavoro rende liberi, di Vitaliano Trevisan, con la regia di Toni Servillo. Nel 2006 recita nel film di Alessandro Angelini, L'aria salata, in Non prendere impegni stasera di Gianluca Maria Tavarelli, e l'anno successivo in Tutte le donne della mia vita di Simona Izzo. Nel 2009 interpreta il ruolo di Rachele Mussolini nel film Vincere di Marco Bellocchio. Nel 2010 ha girato come regista il cortometraggio Come un soffio, presentato alla Mostra internazionale d'arte cinematografica di Venezia
Nel 2012 prende parte a Romanzo di una strage di Marco Tullio Giordana. In questa pellicola, l'attrice trevigiana, ricopre il ruolo di Licia, moglie dell'anarchico Giuseppe Pinelli, morto dopo essere precipitato dal quarto piano della questura di Milano durante un fermo illegale della polizia. Grazie a questo ruolo vince il David di Donatello per la migliore attrice non protagonista e il Nastro d'argento come migliore attrice non protagonista. Sempre nel 2012 produce la trilogia The Coast of Utopia di Tom Stoppard con la regia di Marco Tullio Giordana che vince il premio Ubu, il premio Le Maschere, il premio della critica e la medaglia del Presidente della Repubblica. Nel 2019 debutta alla regia teatrale con La donna leopardo di Alberto Moravia con l'adattamento curato da lei stessa e Lorenzo Pavolini al Piccolo Teatro Grassi di Milano.

## Filmografia

### Attrice

#### Cinema
- Il teppista, regia di Veronica Perugini (1994)
- Primo amore, regia di Matteo Garrone (2004)
- Cuore sacro, regia di Ferzan Özpetek (2005)
- Quando sei nato non puoi più nasconderti, regia di Marco Tullio Giordana (2005)
- Musikanten, regia di Franco Battiato (2006)
- Non prendere impegni stasera, regia di Gianluca Maria Tavarelli (2006)
- L'aria salata, regia di Alessandro Angelini (2006)
- Tutte le donne della mia vita, regia di Simona Izzo (2007)
- TV, regia di Andrea Zaccariello – cortometraggio (2008)
- Vincere, regia di Marco Bellocchio (2009)
- Il compleanno, regia di Marco Filiberti (2009)
- Quando la notte, regia di Cristina Comencini (2011)
- È nata una star?, regia di Lucio Pellegrini (2012)
- Romanzo di una strage, regia di Marco Tullio Giordana (2012)
- Tulpa - Perdizioni mortali, regia di Federico Zampaglione (2012)
- Viva la libertà, regia di Roberto Andò (2013)
- Piuma, regia di Roan Johnson (2016)
- Socialmente pericolosi, regia di Fabio Venditti (2017)
- La ragazza nella nebbia, regia di Donato Carrisi (2017)
- Nome di donna, regia di Marco Tullio Giordana (2018)
- Loro 1, regia di Paolo Sorrentino (2018)
- Una vita spericolata, regia di Marco Ponti (2018)
- L'uomo senza gravità, regia di Marco Bonfanti (2019)
- Villetta con ospiti, regia di Ivano De Matteo (2019)
- Io sono l'abisso, regia di Donato Carrisi (2022)
- La vita accanto, regia di Marco Tullio Giordana (2024)
- L’isola degli idealisti, regia di Elisabetta Sgarbi (2024)
- Una figlia, regia di Ivano De Matteo (2025)

#### Televisione
- Nel nome del male – miniserie TV (2009)
- C'era una volta la città dei matti..., regia di Marco Turco – film TV (2010)
- Braccialetti rossi – serie TV, 6 episodi (2014)
- L'infiltrato - Operazione clinica degli orrori, regia di Cristiano Barbarossa e Giovanni Filippetto – film TV (2014)
- Maltese - Il romanzo del Commissario – miniserie TV, episodio 1 (2017)
- Liberi sognatori - A testa alta, regia di Graziano Diana – film TV (2018)
- Blanca (seconda stagione) – serie TV (2023)

### Regista

#### Cinema
- Occhi blu (2021)

#### Teatro
- L'attesa di Remo Binosi (2021-2023)

## Riconoscimenti
- David di Donatello
  - 2004 – Candidatura Migliore attrice protagonista per Primo amore
  - 2007 – Candidatura Migliore attrice non protagonista per L'aria salata
  - 2012 – Migliore attrice non protagonista per Romanzo di una strage
  - 2017 – Candidatura Migliore attrice non protagonista per Piuma
- Nastro d'argento:
  - 2007 – Candidatura Migliore attrice protagonista per L'aria salata
  - 2012 - Migliore attrice non protagonista per Romanzo di una strage
  - 2024 - Migliore attrice non protagonista per Blanca
- Globo d'oro:
  - 2004 – Migliore attrice rivelazione per Primo amore
- Premi teatrali:
  - 1995 – Premio Lina Volonghi
  - 2001 – Premio Eleonora Duse come attrice emergente
  - 2001 – Premio Ubu per la miglior attrice under 30
  - 2004 – Premio della critica teatrale
  - 2004 – Premio Flaiano come attrice rivelazione
  - 2004 – Premio Ubu migliore attrice
  - 2013 – Premio Le Maschere del Teatro italiano come migliore interprete di monologo per Leonilde, storia eccezionale di una donna normale